# Akustická kytara
Akustická kytara je taková kytara, která k produkci zvuku využívá pouze akustických schopností svých strun a ozvučné skříňky. Jde o novotvar, protože před objevením elektrické kytary byly všechny kytary vlastně akustické. 

## Typy
Všechny typy kytar k vytváření zvuku používají struny, nicméně ty dokáží rozechvět pouze malé množství vzduchu na to, aby byl jejich zvuk slyšitelný; o to se zase stará ozvučná skříňka s otvorem pod strunami. K dalšímu případnému zesílení se používá mikrofon nebo piezoelektrický snímač. Novotvar akustická kytara může odkazovat na následující nástroje:

### Sestrunamize střev nebonylonu
- Vihuela
- Kvinterna
- Barokní kytara
- Romantická kytara
- Klasická kytara, novodobá verze původní kytary,
  - Ruská kytara
- Flamenco kytara

### S ocelovými strunami
- Westernová kytara, známá také jako folková nebo country (angl. Steel-string acoustic guitar)
- Dvanáctistrunná kytara
- Resofonická kytara (Dobro)
- Lubová kytara (angl. Archtop guitar)
- Kytara Battente
- Akustická baskytara

### Jiné nástroje
- Harfová kytara (angl. Harp guitar)
- Havajská kytara
- Steel kytara
- Banjo kytara (angl. Guitjo)
- Loutna
- Ukulele